# Vittorio Arrigoni
Vittorio Arrigoni (Besana in Brianza, 4 de febrero de 1975-Gaza, 15 de abril de 2011) fue un corresponsal, escritor, pacifista y activista político italiano.
Arrigoni trabajó con el International Solidarity Movement (ISM) en la Franja de Gaza, desde 2008 hasta que fue asesinado por un grupo salafista extremista en 2011. Arrigoni mantuvo un sitio web, Guerrilla Radio, y publicó un libro sobre sus experiencias en Gaza durante la guerra de Gaza de 2008-2009 entre Hamás e Israel. Arrigoni fue el primer extranjero secuestrado en Gaza desde el secuestro del periodista de la BBC Alan Johnston en 2007.

## Biografía
Nacido en el seno de una familia italiana antifascista, hijo de Ettore y Egidia Beretta, Arrigoni era un notorio activista en pro de la causa palestina, luchando en particular contra lo que él consideraba el asedio impuesto por el estado de Israel contra la población de la Franja de Gaza. También criticaba duramente la política autoritaria y teocrática de Hamás en la administración de la franja y la de Fatah en Cisjordania, las que consideraba como colaboracionistas de facto con Israel.
Tenía tatuada en el brazo derecho la palabra árabe para resistencia (muqawama). Una vez que aprobó sus exámenes de secundaria en Italia dejó su ciudad natal de Bulciago, un pequeño pueblo cerca del lago de Como, y comenzó a trabajar como voluntario en todo el mundo (Europa del Este, América del Sur, África y Medio Oriente). En 2002 visitó Jerusalén que, según su madre, fue el "momento en que comprendió que su trabajo se concentraría allí". 
Miembro de la ONG International Solidarity Movement, en 2008 fue transferido a Gaza para difundir información sobre las condiciones de los palestinos en la Franja de Gaza. Ese mismo año fue herido por el ejército israelí y encarcelado por defender a quince pescadores palestinos que pescaban en aguas nacionales.

## Activismo político
Arrigoni fue reconocido como uno de los muchos activistas que revivieron el International Solidarity Movement, (ISM), un grupo pro-palestino que trabaja en los territorios palestinos. En agosto de 2008 participó en la misión Free Gaza que tenía como objetivo romper el bloqueo israelí de la Franja de Gaza, vigente desde junio de 2007, cuando Hamás tomó el poder en el territorio. Estuvo en el primer barco que llegó al puerto de Gaza, describiendo ese momento como "uno de los más felices y emotivos de su vida".
Mientras se ofrecía como voluntario para actuar como escudo humano para un pescador palestino frente a la costa de Gaza en septiembre de 2008, Arrigoni resultó herido por un vidrio volador después de que la Armada israelí usara un cañón de agua para disuadir al barco. En noviembre fue arrestado por las autoridades israelíes después de actuar nuevamente como escudo humano para los pescadores frente a la costa de Gaza.
Regresó a Gaza antes de la ofensiva militar israelí Operación Plomo Fundido, que duró de diciembre de 2008 a enero de 2009. Arrigoni fue uno de los pocos periodistas extranjeros en Gaza durante la guerra; trabajó con Radio Popolare y como reportero del periódico italiano Il manifesto. Más tarde publicó un libro, Restiamo umani, una colección de sus reportajes desde Gaza. Está traducido al inglés, español, alemán y francés con un prefacio del historiador israelí Ilan Pappé.

## Opiniones políticas
Arrigoni fue descrito como alguien con un "ferviente compromiso con la causa palestina". Arrigoni describió como "mártires" a cuatro palestinos que murieron en un túnel bajo la frontera entre Gaza y Egipto. Una de sus últimas publicaciones en Guerrilla Radio, que escribió horas antes de ser secuestrado y asesinado, elogió los esfuerzos palestinos para contrabandear bienes a Gaza a través de túneles como una "batalla invisible por la supervivencia". En 2010 escribió        

"El sionismo es un movimiento abominable, racista y colonial. Como todos los sistemas coloniales y de apartheid, es en interés de todos que sea barrido. Mi esperanza es que se sustituya, sin derramamiento de sangre, por un Estado democrático, laico y laico –por ejemplo, en las fronteras de la Palestina histórica– y en el que palestinos e israelíes puedan vivir con los mismos derechos de ciudadanía sin discriminación étnica y religiosa. Es un deseo que espero que pronto se haga realidad". — Vittorio Arrigoni, 2010

Arrigoni criticó a los extremistas musulmanes por tratar de imponer una versión de línea dura del islam en Gaza. En una entrevista con el periódico PeaceReporter, dijo: "Personalmente, como activista por los derechos humanos, no me gusta Hamás en absoluto. También tengo algo que decirles: tienen derechos humanos profundamente limitados desde que ganaron las elecciones".
En su sitio web, Guerrilla Radio, y en su página de Facebook, Arrigoni describió al gobierno de Israel como uno de los peores regímenes de apartheid del mundo.  Dijo que el bloqueo israelí a Gaza era criminal y vil.

## Trabajo de corresponsal
Colaborador del periódico PeaceReporter, de Radio Popolare y del periódico Il Manifesto, con cuya casa editorial publicó en 2009 el libro Restiamo umani (Sigamos siendo humanos), colección de sus informes de Gaza, originalmente en italiano y luego traducido al inglés, castellano, francés y alemán, con un prólogo de Ilan Pappé..
Durante el tiempo del conflicto de la Franja de Gaza de 2008-2009, ganó fama internacional por su blog Guerrilla Radio, que fue la única fuente occidental de información de la Franja de Gaza en un momento en que ningún periodista tuvo acceso a la zona. El blog de Arrigoni se convirtió en uno de los más leídos y comentados en Italia durante varias semanas.
El 12 de octubre de 2010 publicó una respuesta en vídeo a Roberto Saviano, después de que el escritor asistiera a una manifestación Proisraelí.
El 4 de enero de 2011 publicó en su blog el manifiesto de la asociación juvenil 'Gaza Youth Breaks Out, en apoyo a las reivindicaciones  con respecto a la ocupación israelí y el régimen opresivo de Hamás. En las últimas semanas de su vida tomó una posición a favor de las revoluciones que se estaban realizando desde fines de 2010 en la mayoría de los países árabes.

## Secuestro y muerte
Después de recibir varias amenazas de muerte, el 14 de abril de 2011 fue secuestrado por un grupo terrorista salafista, activo en la Franja de Gaza, llamado Tawhid wal-Jihad.
Un video publicado en YouTube de inmediato por los secuestradores mostraba a Arrigoni con los ojos vendados, se veía sangre alrededor de su ojo derecho y atado, acusaban a Italia de ser un "estado infiel" y al activista de haber entrado a Gaza "para difundir la corrupción" y amenazaron con matarlo a menos que Hamás liberara, en la tarde al día siguiente, a su líder Hesham al-Sa'eedni y otros militantes presos en Palestina
Por razones inciertas, antes de que expirara el plazo, los captores mataron a Arrigoni en un apartamento vacío en la zona de Mareh Amer, en el norte de Gaza. Un testigo en la escena de su asesinato informó que probablemente fue ahorcado o estrangulado. Después de ser conducidos a la casa por un miembro del presunto grupo salafista, las fuerzas de seguridad de Hamás irrumpieron en el edificio y encontraron el cuerpo de Arrigoni. Su muerte ocurrió en la noche entre el 14 y 15 de abril producto de estrangulamiento, producido bien en el suelo o por haber sido ahorcado.
La autopsia reveló que Arrigoni había sido estrangulado con una cuerda de plástico, pero a los periodistas no se les permitió ver el cuerpo y no fue posible confirmar de forma independiente la causa de la muerte. Tawhid wal-Jihad negó su responsabilidad en el asesinato, pero afirmaron que fue "un resultado natural de la política del gobierno llevada a cabo contra los salafistas". Iyad ash Shami, líder de otro grupo salafista con sede en Gaza, negó la participación de militantes salafistas y dijo que el asesinato iba en contra del islam. Las fuerzas de seguridad de Gaza arrestaron a cuatro sospechosos en relación con el incidente, y el primer ministro de Gaza, Ismail Haniya, ordenó una investigación por parte del Ministerio del Interior y llamó a la madre de Arrigoni para enviarle sus condolencias.

## Persecución y juicio
La policía de Hamás inició una búsqueda de personas involucradas en el asesinato. El 15 de abril de 2011 las autoridades de Hamás acordonaron partes de la Franja de Gaza antes del inicio de la operación, durante la cual se escucharon disparos y al menos una explosión.  Las fuerzas de seguridad de Hamás sitiaron una casa donde se alojaban los sospechosos, en el campo de refugiados de Nuseirat, en el centro de Gaza. Los sospechosos se negaron a rendirse y se produjo un tiroteo. Policías de Hamás entraron en la casa y mataron a Balal al-Omari y a un jordano, Abbad a-Rahman al-Brizat (uno de los dos hombres muertos podría haberse suicidado). Un tercer sospechoso, Mahmoud al-Salfiti, resultó herido y fue detenido. Tres de los socios de los sospechosos también fueron capturados. El portavoz del Ministerio del Interior de Hamás, Ihab al-Ghussein, informó que cinco policías de Hamás resultaron heridos y una niña que quedó atrapada en el fuego cruzado.
Los cuatro extremistas salafistas capturados en la redada fueron acusados por el secuestro y asesinato de Arrigoni en un tribunal militar de Hamás. El juicio fue presidido por el juez militar Abu Omar Atallah. Fueron declarados culpables en septiembre de 2012. Mahmoud al-Salfiti, de 28 años y Tamer al-Hasana, de 27, fueron condenados a cadena perpetua con trabajos forzados: el tribunal se abstuvo de imponerles la pena de muerte después de que los padres de Arrigoni pidieran que se les perdonara la vida. Khader Jram, de veinticuatro años, fue condenado a di6 años de prisión y Amer Abu Ghouleh, de veintitrés años, fue condenado a un año de prisión por albergar a fugitivos. Tras una apelación, el 19 de febrero de 2013, un tribunal militar redujo las condenas de Salfiti y Al Hasana de cadena perpetua a quince años. "Pedimos en nuestra apelación que la condena por asesinato y secuestro se redujera a solo secuestro", dijo su abogado Mohammed Zaqut.
En junio de 2015, después de que se le concediera un permiso de prisión, Mahmoud al-Salfiti logró escapar de Gaza a Irak, donde se unió a ISIS. El 28 de noviembre de 2015 habría muerto luchando para ISIS en la provincia de Anbar.

## Reacciones
Varios centenares de gazatíes se manifestaron en la Plaza del Soldado Desconocido para llorar a Arrigoni, mientras que unos cien palestinos e internacionales marcharon por Ramala hasta una casa de luto en la cercana al-Bireh, en Cisjordania.  En Belén se llevó a cabo una vigilia con velas frente a la Iglesia de la Natividad. Las autoridades egipcias ofrecieron permitir que la familia de Arrigoni entrara en Gaza a través del cruce de Rafah y que su cuerpo fuera enviado de vuelta a Italia a través del cruce.

### Respuesta palestina
La Autoridad Nacional Palestina y Hamás repudiaron el asesinato del activista.
Un comunicado oficial de Hamás describió el asesinato como un "acto vergonzoso" por parte de un "grupo mentalmente desviado y proscrito". El primer ministro de Gaza, Ismail Haniya, declaró que el asesinato "no refleja los valores, la moral o la religión del pueblo palestino. Este es un caso sin precedentes que no se repetirá".  También dijo que Arrigoni sería designado mártir y que una calle llevaría su nombre. El Ministro de Relaciones Exteriores de Hamás dijo que se le daría un funeral de Estado, después del cual el cuerpo sería trasladado a Egipto. El portavoz de Hamás, Fawzi Barhoum, condenó el asesinato como "vergonzoso"
Otras facciones palestinas emitieron varias condenas del asesinato de Arrigoni: Fatah lo denunció como un "acto de traición", los Comités de Resistencia Popular lo calificaron de "cobarde", la Yihad Islámica lo calificó de "crimen grotesco" y Mustafa Barghouti dijo que era un "acto criminal impactante".   Un portavoz del presidente palestino Mahmoud Abbas lo condenó como un "acto de traición"

### Respuesta internacional
El Ministerio de Relaciones Exteriores de Italia expresó su "profundo horror por el bárbaro asesinato", calificándolo de "acto de violencia vil y sin sentido cometido por extremistas que son indiferentes al valor de la vida humana". 
Ban Ki-moon, secretario general de la Organización de las Naciones Unidas condenó el asesinato, al que calificó como "terrible". También lamentó que "ese crimen se cometiera contra una persona que vivía y trabajaba entre el pueblo palestino en Gaza" y pidió a las autoridades competentes que lleven "ante la Justicia lo antes posible" a los responsables de la muerte del ciudadano europeo.

### Acusaciones contra Israel
Aunque Arrigoni fue asesinado por presuntos miembros del grupo salafista palestino Jahafil Al-Tawhid Wal-Jihad fi Filastin, algunos culparon a Israel por el asesinato. A pesar del hecho de que Hamás identificó a los perpetradores con un grupo palestino afiliado a Al Qaeda, el portavoz de Hamás, Fawzi Barhoum, dijo que sospechaba que Israel podría ser responsable, ya que la muerte parecía haber sido programada para disuadir a los activistas extranjeros de unirse a una flotilla que debía zarpar hacia Gaza en mayo para romper el bloqueo naval israelí de la zona.  Mahmoud al-Zahar, miembro de la dirección de Hamás, acusó indirectamente a Israel de planear el asesinato de Arrigoni en un intento de ahuyentar a los activistas internacionales para que no acudieran a Gaza.  Dijo que "un crimen tan horrible no puede tener lugar sin acuerdos entre todas las partes interesadas para mantener el bloqueo impuesto a Gaza". Al-Zahar no ofreció ninguna prueba que respaldara su acusación.
Dado que estas acusaciones no se han basado en ningún hecho, han sido criticadas por el periodista alemán Hendryk Broder como teorías conspirativas infundadas.

## Análisis de Arrigoni
Un artículo del Jerusalem Post publicado poco después de la muerte de Arrigoni citó las críticas a Arrigoni por parte de Steven Plaut, profesor asociado de administración de empresas en la Universidad de Haifa, por parte de Fiamma Nirenstein, miembro judía de la Cámara de Diputados italiana que fue vicepresidenta de su Comité de Asuntos Exteriores y presidenta de su Comité para la Investigación del Antisemitismo, y por Noah Pollak. director ejecutivo del Comité de Emergencia para Israel, acusando a Arrigoni de ser un partidario de la violencia en lugar de un activista por la paz.
Según el corresponsal de The Guardian en Italia, Arrigoni era "ante todo un pacifista".  Khaleel Shaheen, del Centro Palestino para los Derechos Humanos en Gaza, amigo de Arrigoni, lo describió como un "héroe de Palestina".  Max Ajl, otro amigo de Arrigoni y compañero activista del ISM, elogió a Arrigoni como "un valiente y dedicado opositor a la ocupación israelí y defensor de la resistencia a la opresión en Oriente Medio y en todo el mundo".